# Фридерицианум
Музей Фридерицианум (нем. Museum Fridericianum) — историческое здание на площади Фридриха в центре города Касселя. Перед зданием музея размещается мраморная статуя мецената — Фридрихa II (ландграфа Гессен-Касселя). Именно этот музей стал одним из первых художественных музеев, открытых для широких слоёв публики в Европе.
Музей был построен в 1769—1779 годах при Фридрихе II Гессен-Кассельском по проекту архитектора Симона Луиса де Рея. К зданию Фридерицианума примыкает средневековая Цверенская башня.
Перед главным входом в музей посажен дуб. Этот дуб является произведением лэнд-арта работы Йозефа Бойса, которое символизирует посадку 7000 Дубов в Касселе.
С 1955 года Фридерицианум является главным выставочным помещением экспозиции documenta, в остальное время здесь проводятся другие временные выставки.